# Impact (Teksas)
Impact je gradić u američkoj saveznoj državi Teksas. Prema popisu stanovništva iz 2010. u njemu je živjelo 35 stanovnika.